# 市川厚一
市川厚一（日语：／ Ichikawa Kōichi ?，1888年4月6日—1948年9月4日）、日本獸醫学者，专攻兽医病理学。北海道帝国大学教授。茨城縣櫻川市出身。與山極勝三郎完成世界首次誘發人工癌症。

## 生平
市川厚一畢業於東京府立一中。1913年東北帝国大学農科大学（北海道帝国大学）畢業後，加入東京帝国大学医学部山極勝三郎教授研究室。
1915年，人工癌（皮膚癌）誘發成功。
市川與他的老師山極勝三郎被廣泛視為諾貝爾獎候選人，但最後卻是丹麥哥本哈根大學的約翰尼斯·菲比格獲獎。事後證明，菲比格的「癌症寄生蟲起源說」完全錯誤。1966年，原評委之一的Folke Henschen聲稱「我強力主張山極博士應該獲獎，但不幸地我力量不足」。如今，在大英百科全書介紹的「諾貝爾獎癌症研究」中，只提及山極小組的成就，菲比格被完全刪除。
1919年，市川厚一獲得日本學士院獎。

## 貢獻
- 人工誘發癌症（皮膚癌），証明癌症成因。